# Risavika Production
Risavika Production AS är ett brittisktägt norsk gasföretag med en förvätskningsanläggning för flytande naturgas i Risavika i Sola kommun i Rogaland fylke.
Anläggningen, som blev klar 2011, uppfördes av Skangass AS, ett företag som ursprungligen ägdes av det norska Lyse Energi AS och Celsius Invest AS. Den har en produktionskapacitet på 300 000 ton LNG per år, samt en bunkringsanläggning för LNG för fartyg. Lagringskapaciteten är 20 000 m3.
Finländska Gasum blev majoritetsägare i Skangass 2014 och helägare 2018. Gasum sålde 2019 Risavika till brittiska North Sea Midstream Partners.